# Liste des équipes continentales en 2025
Cet article liste les équipes continentales de cyclisme sur route en 2025, reconnues par l'Union cycliste internationale,.

## Liste des équipes

### Équipes africaines
| Équipes continentales africaines | Équipes continentales africaines | Équipes continentales africaines |
| Nom de l'équipe                  | Pays                             | Code                             |
| -------------------------------- | -------------------------------- | -------------------------------- |
| Madar Pro Cycling Team           | Algérie                          | MPT                              |
| Suez Canal Discovery             | Égypte                           | SCD                              |
| Agadir Vélo Propulsion           | Maroc                            | AVP                              |
| Sidi Ali-Unlock Team             | Maroc                            | SUT                              |
| Java-Inovotec Pro Team           | Rwanda                           | JIT                              |
| May Stars                        | Rwanda                           | MSR                              |
| Team Amani                       | Rwanda                           | AMN                              |

### Équipes américaines
| Équipes continentales américaines | Équipes continentales américaines | Équipes continentales américaines |
| Nom de l'équipe                   | Pays                              | Code                              |
| --------------------------------- | --------------------------------- | --------------------------------- |
| Pío Rico Cycling Team             | Bolivie                           | PRB                               |
| Swift Pro Cycling                 | Brésil                            | SCP                               |
| Hustle Pro Cycling                | Canada                            | HUS                               |
| XSpeed United Continental         | Canada                            | XSU                               |
| Plus Performance-Solutos          | Chili                             | PPS                               |
| GW Erco Shimano                   | Colombie                          | GES                               |
| NU Colombia                       | Colombie                          | TNC                               |
| Team Medellín-EPM                 | Colombie                          | MED                               |
| Team Sistecrédito                 | Colombie                          | ESC                               |
| Movistar Best PC                  | Équateur                          | MBP                               |
| EF Education-Aevolo               | États-Unis                        | EFA                               |
| Lidl-Trek Future Racing           | États-Unis                        | LTF                               |
| Project Echelon Racing            | États-Unis                        | PEC                               |
| Team Novo Nordisk Development     | États-Unis                        | TND                               |
| Team Skyline                      | États-Unis                        | TSL                               |
| Petrolike                         | Mexique                           | PTL                               |

### Équipes asiatiques
| Équipes continentales asiatiques                  | Équipes continentales asiatiques | Équipes continentales asiatiques |
| Nom de l'équipe                                   | Pays                             | Code                             |
| ------------------------------------------------- | -------------------------------- | -------------------------------- |
| Bahrain Victorious Development Team               | Bahreïn                          | BVD                              |
| Bodywrap LTwoo Cycling Team                       | Chine                            | BDR                              |
| Camp Cycling Team                                 | Chine                            | CCT                              |
| Chengdu DYC Cycling Team                          | Chine                            | CDT                              |
| Fnix-SCOM-Hengxiang Cycling Team                  | Chine                            | FNX                              |
| Giant Cycling Team                                | Chine                            | MSS                              |
| Huansheng-Vonoa-Taishan Sport Team                | Chine                            | HST                              |
| Li Ning Star                                      | Chine                            | LNS                              |
| Pardus Cycling Team                               | Chine                            | PDS                              |
| Pingtan International Tourism Island Cycling Team | Chine                            | PIT                              |
| Shenzhen Kung Cycling Team                        | Chine                            | KSZ                              |
| Shenzhen Xidesheng Cycling Team                   | Chine                            | XDS                              |
| The Hurricane & Thunder Cycling Team              | Chine                            | THT                              |
| Tianyoude Hotel Cycling Team                      | Chine                            | TYD                              |
| Wuzhishan SCOM MVMT Cycling Team                  | Chine                            | WZS                              |
| Gapyeong Cycling Team                             | Corée du Sud                     | GPC                              |
| Geumsan Insam Cello                               | Corée du Sud                     | GIC                              |
| KSPO Professional                                 | Corée du Sud                     | KSP                              |
| LX Cycling Team                                   | Corée du Sud                     | LXC                              |
| Seoul Cycling Team                                | Corée du Sud                     | SCT                              |
| Uijeongbu Cycling Team                            | Corée du Sud                     | UCT                              |
| UAE Team Emirates Gen-Z                           | Émirats arabes unis              | UAZ                              |
| HKSI Pro Cycling Team                             | Hong Kong                        | HKS                              |
| ASC Monsters Indonesia                            | Indonésie                        | ASC                              |
| Jakarta Pro Cycling Team                          | Indonésie                        | JPC                              |
| Nusantara-BYC                                     | Indonésie                        | NCT                              |
| Sahand Pump Tabriz Crown                          | Iran                             | SPT                              |
| Tommi's Radltankstelle Team                       | Iran                             | TRT                              |
| Vride                                             | Iran                             | VRI                              |
| Aisan Racing Team                                 | Japon                            | ART                              |
| JCL Team Ukyo                                     | Japon                            | TUK                              |
| Kinan Racing Team                                 | Japon                            | KIN                              |
| Matrix Powertag                                   | Japon                            | MTR                              |
| Shimano Racing                                    | Japon                            | SMN                              |
| Sparkle Oita Racing Team                          | Japon                            | ＳPA                             |
| Utsunomiya Blitzen                                | Japon                            | BLZ                              |
| VC Fukuoka                                        | Japon                            | VCF                              |
| Victoire Hiroshima                                | Japon                            | VCH                              |
| Almaty                                            | Kazakhstan                       | ALM                              |
| Team Vino-North Qazaqstan Region                  | Kazakhstan                       | VNQ                              |
| XDS Astana Development Team                       | Kazakhstan                       | AQD                              |
| Art Cycling Team                                  | Kirghizistan                     | ACT                              |
| Manas-Apex                                        | Kirghizistan                     | MAX                              |
| Malaysia Pro Cycling                              | Malaisie                         | MPC                              |
| Terengganu Cycling Team                           | Malaisie                         | TSG                              |
| OU7 Cycling Team                                  | Ouzbékistan                      | OU7                              |
| 7 Eleven Cliqq Roadbike Philippines               | Philippines                      | 7RP                              |
| Go for Gold Philippines                           | Philippines                      | G4G                              |
| Standard Insurance Phi                            | Philippines                      | SIP                              |
| Victoria Sports Pro Cycling                       | Philippines                      | VSC                              |
| Grant Thornton Cycling Team                       | Thaïlande                        | GTC                              |
| Roojai Insurance                                  | Thaïlande                        | R0I                              |
| Thailand Continental Cycling Team                 | Thaïlande                        | TCC                              |

### Équipes européennes
| Équipes continentales européennes           | Équipes continentales européennes | Équipes continentales européennes |
| Nom de l'équipe                             | Pays                              | Code                              |
| ------------------------------------------- | --------------------------------- | --------------------------------- |
| Benotti Berthold                            | Allemagne                         | BUB                               |
| Bike Aid                                    | Allemagne                         | BAI                               |
| MyVelo Pro Cycling Team                     | Allemagne                         | MCT                               |
| Rembe-Rad-net                               | Allemagne                         | RRN                               |
| Red Bull-Bora-Hansgrohe Rookies             | Allemagne                         | RBC                               |
| Run & Race-Wibatech                         | Allemagne                         | RRW                               |
| Team Lotto Kern-Haus PSD Bank               | Allemagne                         | LKH                               |
| Team Storck-Metropol Cycling                | Allemagne                         | TSM                               |
| Arbö Kärnten Sport Feld am See              | Autriche                          | FAS                               |
| Hrinkow Advarics                            | Autriche                          | HAC                               |
| Team Vorarlberg                             | Autriche                          | VBG                               |
| Tirol KTM Cycling Team                      | Autriche                          | TIR                               |
| WSA KTM Graz                                | Autriche                          | WSA                               |
| Alpecin-Deceuninck Development Team         | Belgique                          | ADD                               |
| Lotto Development Team                      | Belgique                          | LOD                               |
| Soudal Quick-Step Devo Team                 | Belgique                          | SQD                               |
| Tarteletto-Isorex                           | Belgique                          | TIS                               |
| Wanty-Nippo-ReUz                            | Belgique                          | WNR                               |
| Airtox-Carl Ras                             | Danemark                          | GSH                               |
| BHS-PL Beton Bornholm                       | Danemark                          | BPC                               |
| Team ColoQuick                              | Danemark                          | TCQ                               |
| Team Give Steel-2M Cycling Elite            | Danemark                          | TMC                               |
| Illes Balears Arabay                        | Espagne                           | IBA                               |
| Quick Pro Team                              | Estonie                           | QPT                               |
| Arkéa-B&B Hotels continentale               | France                            | ABB                               |
| AVC Aix Provence Dole                       | France                            | AIX                               |
| Bourg-en-Bresse Ain Cyclisme                | France                            | BAC                               |
| CIC U Nantes                                | France                            | UCN                               |
| Decathlon Ag2R La Mondiale Development Team | France                            | DAD                               |
| Groupama-FDJ continentale                   | France                            | CGF                               |
| Nice Métropole Côte d'Azur                  | France                            | NMC                               |
| St Michel-Preference Home-Auber 93          | France                            | AUB                               |
| Van Rysel-Roubaix                           | France                            | VRR                               |
| Vélo Club Villefranche Beaujolais           | France                            | VVB                               |
| Véloce Club Rouen 76                        | France                            | VCR                               |
| Vendée U Pays de la Loire                   | France                            | VDU                               |
| Epronex-Hungary Cycling Team                | Hongrie                           | EPR                               |
| Karcag Cycling Épkar Team                   | Hongrie                           | KGC                               |
| Team United Shipping                        | Hongrie                           | TUS                               |
| Israel Premier Tech Academy                 | Israël                            | ICA                               |
| Beltrami TSA-Tre Colli                      | Italie                            | BTC                               |
| Biesse-Carrera-Premac                       | Italie                            | BIE                               |
| General Store-Essegibi-F.lli Curia          | Italie                            | GEF                               |
| Gragnano Sporting Club                      | Italie                            | GSC                               |
| MBH Bank Ballan CSB                         | Italie                            | MBH                               |
| MG.K Vis Costruzioni e Ambiente             | Italie                            | MGK                               |
| S.C. Padovani Polo Cherry Bank              | Italie                            | PAD                               |
| Sam-Vitalcare-Dynatek                       | Italie                            | IPD                               |
| Team Technipes #InEmiliaRomagna             | Italie                            | TER                               |
| U.C. Trevigiani Energiapura Marchiol        | Italie                            | UTC                               |
| Energus Cycling Team                        | Lituanie                          | ENT                               |
| Lillehammer CK Continental Team             | Norvège                           | LCT                               |
| Team Coop-Repsol                            | Norvège                           | TCR                               |
| Beat Cycling Club                           | Pays-Bas                          | BCY                               |
| Development Team Picnic PostNL              | Pays-Bas                          | DPP                               |
| Diftar Continental Cyclingteam              | Pays-Bas                          | DCC                               |
| Metec-Solarwatt p/b Mantel                  | Pays-Bas                          | MET                               |
| Parkhotel Valkenburg                        | Pays-Bas                          | PHV                               |
| Team Visma-Lease a Bike Development         | Pays-Bas                          | VLD                               |
| Universe Cycling Team                       | Pays-Bas                          | UNI                               |
| VolkerWessels Cycling Team                  | Pays-Bas                          | VWT                               |
| Mazowsze Serce Polski                       | Pologne                           | MSP                               |
| Monogo Lubelskie Perła Polski               | Pologne                           | LPP                               |
| Voster ATS Team                             | Pologne                           | VOS                               |
| Anicolor-Tien 21                            | Portugal                          | ATI                               |
| AP Hotels & Resorts-Tavira-SC Farense       | Portugal                          | ATF                               |
| Aviludo-Louletano-Loulé                     | Portugal                          | ALL                               |
| Credibom-LA Alumínios-Marcos Car            | Portugal                          | LAA                               |
| Efapel Cycling                              | Portugal                          | EFP                               |
| Feirense-Beeceler                           | Portugal                          | CDF                               |
| GI Group Holding-Simoldes-UDO               | Portugal                          | GSU                               |
| Rádio Popular-Paredes-Boavista              | Portugal                          | RPB                               |
| Tavfer-Ovos Matinados-Mortágua              | Portugal                          | TAV                               |
| MENtoRISE Teem CCN                          | Roumanie                          | MEN                               |
| Monzon-Incolor-Gub                          | Roumanie                          | MIG                               |
| Dukla Banska Bystrica                       | Slovaquie                         | DKB                               |
| Pierre Baguette Cycling                     | Slovaquie                         | PBC                               |
| Adria Mobil                                 | Slovénie                          | ADR                               |
| Factor Racing                               | Slovénie                          | FRT                               |
| Pogi Team Gusto Ljubljana                   | Slovénie                          | PGL                               |
| Lucky Sport Cycling Team                    | Suède                             | LUC                               |
| Motala Aif Continental                      | Suède                             | MSA                               |
| Tudor Pro Cycling Team U23                  | Suisse                            | TUU                               |
| ATT Investments                             | Tchéquie                          | ATT                               |
| Elkov-Kasper                                | Tchéquie                          | EKA                               |
| Tufo-Pardus Prostějov                       | Tchéquie                          | SKC                               |
| Istanbul Büyükşehir Belediye Spor Türkiye   | Turquie                           | IBB                               |
| Konya Büyükşehir Belediye Spor              | Turquie                           | KBB                               |
| Spor Toto Cycling Team                      | Turquie                           | STC                               |

### Équipes océaniennes
| Équipes continentales océaniennes   | Équipes continentales océaniennes | Équipes continentales océaniennes |
| Nom de l'équipe                     | Pays                              | Code                              |
| ----------------------------------- | --------------------------------- | --------------------------------- |
| Atom 6 Bikes-Decca Continental Team | Australie                         | A6D                               |
| CCACHE x BODYWRAP                   | Australie                         | CBW                               |
| Hagens Berman Jayco                 | Australie                         | HBG                               |
| St George Continental Cycling Team  | Australie                         | STG                               |
| EuroCyclingTrips-CCN                | Guam                              | ECT                               |
| MitoQ-NZ Cycling Project            | Nouvelle-Zélande                  | NZP                               |